# Mitsubishi Grandis
Mitsubishi Grandis je vozidlo třídy MPV uvedené na trh v roce 2004. K pohonu tohoto vozidla slouží motor 2.0 DI-D, dříve používaný ve vozech Volkswagen.

## Parametry

### Motor
- Motor – 2.0 DI-D
- Převodovka (MT-manuální)	- 6MT
- Typ motoru – vznětový
- Ventilový rozvod – DOHC 16V
- Počet válců / ventilů – 4/16
- Zdvihový objem motoru – 1968 cm3
- Maximální výkon – 120 kW při 3800ot./min
- Maximální točivý moment – 355 / 2930 Nm/ot./min

Automobil může být vybaven systémem Rallitronic, který je volně dostupný a homologovaný pro provoz přímo automobilkou Mitsubishi. Tyto uvedené hodnoty jsou už se systémem rallitronic.

### Jízdní výkony
- Zrychlení z 0 na 100 km/h – 9.8 s (sériově 10,8 s)
- Maximální rychlost – 210 km/h (sériově 195 km/h)
- Pružné zrychlení:

```
40 -80 km/h: 3 st. 6,5 s; 4 st. 8,2 s; 5 st. 12,7 s
60-100 km/h: 3 st. 5,8 s; 4 st. 7,0 s; 5 st. 10,3 s; 6 st. 12,3 s
80-120 km/h:              4 st. 7,1 s; 5 st. 10,3 s; 6 st. 11,0 s
```

- Maximální rychlosti na jednotlivé převodové stupně:

```
1 –   40 km/h při 4 500 ot./min
2 –   70 km/h při 4 500 ot./min
3 –  100 km/h při 4 500 ot./min
4 –  140 km/h při 4 500 ot./min
5 –  180 km/h při 4 500 ot./min
6 –  210 km/h při 4 500 ot./min
```

### Spotřeba paliva a emise CO2
- Městský cyklus – 8,4 l/100 km
- Mimoměstský cyklus – 5,6 l/100 km
- Kombinovaný cyklus – 6,6 l/100 km
- Emise CO2 – 176 g/km

Spotřeba je udávaná výrobcem, tyto hodnoty jsou pouze orientační.

### Ostatní hodnoty
- Rozměr pneumatik (Entry) – 215/60 R16
- Rozměr pneumatik (Sport) -215/55 R17
- Objem palivové nádrže – 65 l

### Zavazadlový prostor
- Objem při 3 řadách sedadel – 315 l
- Objem při 2 řadách sedadel – 1545 l

## Fotky

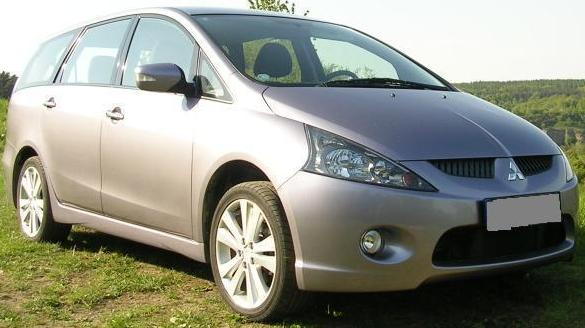
Mitsubishi Grandis zepředu
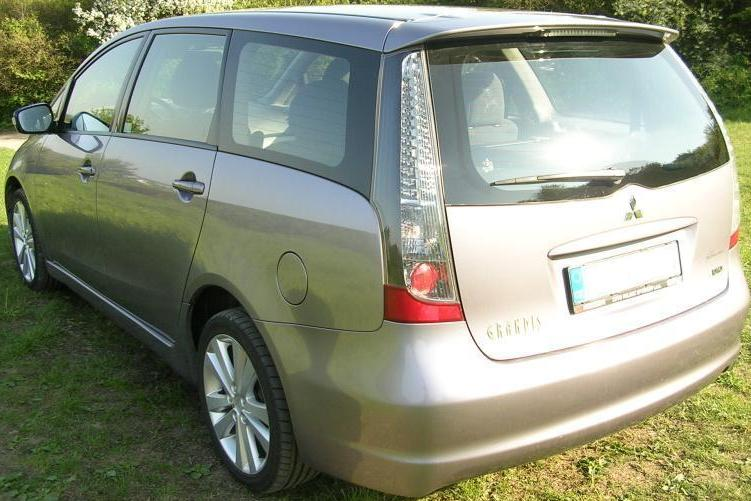
Mitsubishi Grandis zezadu
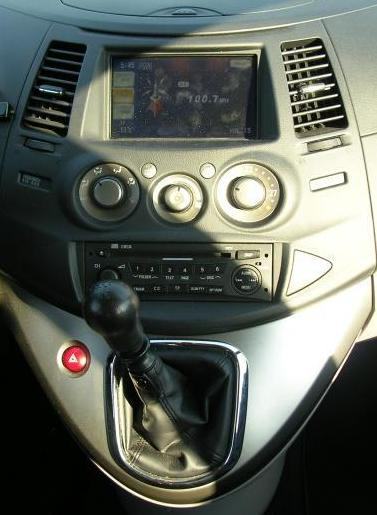
Mitsubishi Grandis interiér